# 中村創一郎
中村 創一郎（なかむら そういちろう、1978年3月24日 - ）は、日本の電力実業家。電力自由化にともない新電力会社として参入した自然エネルギー（太陽光発電・風力発電・水力発電）を開発・販売する株式会社Looopの代表取締役社長を務める。現アドバンストマテリアルジャパン株式会社の代表取締役社長の中村繁夫は実父。母は元国会議員秘書。姉弟の三兄弟の長男、子供は6人、かつての居住地の文京区では最多兄弟数だった。

## 主な経歴
東京都杉並区荻窪で生まれ、千葉県千葉市稲毛区で育つ。東京工業大学附属高等学校（現・東京工業大学附属科学技術高等学校）時代は成績不良で留年を経験したため中退。欧州に一人旅して海外留学への憧れを高め、日本の大学に進学してからの方が留学しやすいと知ったため大学入学資格検定に合格して、杏林大学に進学した。宅急便のアルバイトで70万円を貯め、「これから伸びる国」という父親の勧めにより中国への留学をすることになった。
北京語言大学へ入学後、ラグビー部に所属。多国の留学生からラグビーを通し欧米的リーダーシップを学ぶ。日本人留学生の女性とできちゃった結婚をしたのを機に北京のコンサルティング会社で日系企業向けのサポートビジネスに従事。帰国後は京都に住み、中国と台湾から部品を調達してパソコンのネット販売事業を開いた後、レアメタル商社UMCの手伝いをする。
2011年の東日本大震災の際に電力供給が途絶えた被災地に入り、独立型の太陽光発電システムを設置して回ったボランティア活動がきっかけとなり、3人の仲間と一緒にLooopを設立し、再生可能エネルギー事業をスタートさせる。
石炭や石油とは違い、世界中どこにでも豊富に存在する自然エネルギーを誰もが簡単に電力に代えられるようになり、戦争や紛争がない幸せな人類の未来を創造することを標榜している。
現在、 株式会社Looopの代表取締役社長。
受賞歴
米ペガサス・テック・ベンチャーズが主催する、世界最大級のグローバルピッチコンテスト・カンファレンス「スタートアップワールドカップ2020 東京地区予選」にてファイナリスト10社にノミネートされ、最終的にグランプリを獲得。2020年夏にサンフランシスコで開催される世界決勝戦に招待され、世界優勝投資賞金約１億円を掛けてチャレンジすることとなった。

## 主なメディア露出
- 全案件をリアルタイムで共有し受注も人材育成もスピードアップ（2014年1月｜経営者通信30号）
- 自然エネルギーを普及させ世界に「共感」を広げていく（2014年4月号｜ベンチャー通信56号）
- MY BEST LIFE 挑戦する生き方（2014年11月｜DREAM GATE）
- 再生可能エネ、ＳＰＡで高性能・低価格に Looop・中村創一郎社長（2016年5月2日｜SankeiBiz）
- ウイークリーニュースONZE×BizBuz：再生可能エネルギーで未来へ〜電力自由化への挑戦〜（2016年3月27日放送｜BS11 MAiDiGiTV）
- 太陽光発電で挑む「電力業界のアマゾン」に（2019年3月29日｜日本経済新聞）
- 日本のみんなが自由に電力を選ぶ、その1票がエネルギーの未来になる（2019年5月｜エネチェンジ ）